# أنتوني سوليفان
أنتوني سوليفان (بالإنجليزية: Anthony Sullivan)‏ هو لاعب دوري الرغبي بريطاني، ولد في 23 نوفمبر 1968 في كينغستون أبون هال في المملكة المتحدة.

## وصلات خارجية
- أنتوني سوليفان عل موقع إسبنسكروم (الإنجليزية)
- أنتوني سوليفان على موقع ItsRugby.co.uk (الإنجليزية)